# Quello che voglio
Quello che voglio è il secondo album di Alex Baroni pubblicato nel 1998 dalla BMG Ricordi

## Descrizione
Il disco è stato prodotto da Marco Rinalduzzi e Massimo Calabrese.
Contiene il brano sanremese Sei tu o lei (Quello che voglio), il singolo (anche Europeo) Onde; il videoclip Dimmi che ci sei. 
Non ho bisogno, è il brano portante del semestrale tour omonimo.
Il brano  Sei tu o lei (Quello che voglio) è stato scritto dallo stesso Alex Baroni interprete insieme a Piero Calabrese, Massimo Calabrese, Marco Rinalduzzi e Marco D'Angelo. A un anno dall'esordio nella sezione Nuove Proposte con la canzone Cambiare, Baroni partecipa al 48º Festival di Sanremo, stavolta tra i "Big" con questo pezzo, classificandosi all'11º posto (la trionfatrice fu Annalisa Minetti).

## Tracce
1. Non ho bisogno - 4:18 (Alex Baroni /Piero Calabrese - Massimo Calabrese/Marco Rinalduzzi/Marco D'Angelo)
2. Sei tu o lei (Quello che voglio) - 4:22 (Alex Baroni /Piero Calabrese - Alex Baroni /Massimo Calabrese/Marco Rinalduzzi/Marco D'Angelo)
3. Onde - 4:15 (Alex Baroni /Galli-Ravasini)
4. Dimmi che ci sei - 4:24 (Pino Marino-Massimo Calabrese/Marco Rinalduzzi/Marco D'Angelo)
5. Chi mi aiuterà (You Keep Me Hanging On) - 3:48 (Testo italiano: Ricky Gianco - Musica e testo originale: Mize/Allan)
6. Ora lo so - 4:28 (Alex Baroni /Piero Calabrese - Massimo Calabrese/Marco Rinalduzzi/Piero Calabrese)
7. Dedicato a te - 4:11 (Alex Baroni - Alex Baroni /Massimo Calabrese/Marco Rinalduzzi)
8. Non vedi? - 4:10 (Alex Baroni - Alex Baroni /Nicolò Fragile/Massimo Calabrese/Marco Rinalduzzi)
9. Come sei (E quello che non sei) - 3:55 (Alex Baroni /Piero Calabrese - Alex Baroni /Massimo Calabrese/Marco Rinalduzzi)
10. Signora Fantasia - 5:01 (Galli - Massimo Calabrese/Marco Rinalduzzi)
11. Dimmi cos'è (Hip to Be Square) 3:45 (Testo italiano: Alex Baroni - Musica e testo originale: Gibson/Hopper/Lewis)
12. Le cose che vorrei (Quello che voglio reprise) 3:02 (Alex Baroni /Piero Calabrese - Alex Baroni /Massimo Calabrese/Marco Rinalduzzi/Marco D'Angelo)

## Formazione
- Alex Baroni - voce, basso, chitarra acustica
- Fabio Pignatelli, Marco Siniscalco - basso
- Massimo Calabrese - basso, chitarra, cori
- Marco Rinalduzzi - basso, chitarra, tastiere, cori
- Salvatore Corazza, Derek Wilson- batteria
- Stefano Lestini - pianoforte
- Alessandro Centofanti - organo
- Feruccio Corsi, Stefano Di Battista - sax alto
- Franco Marinacci - sax alto, sax soprano, sax tenore, cornamusa
- Giancarlo Ciminelli - flicorno, tromba
- Giovanni Di Stefano - trombone
- Marco Ambrosini - oboe
- Daniele Pagella - viola
- Massimo Barbierato, Edoardo De Angelis, Margherita Graczyk, Michelangelo Cagnetta, Maurizio Chiri, Benito Rossi, Alberto Stagnoli - violino
- Andrea Anzalone, Luciano Girardengo, Andrea Pecelli - violoncello
- Marco D'Angelo, Guido Maria Marcelletti, Luca Velletri- cori

## Classifiche
| Classifica (1998) | Posizione massima |
| ----------------- | ----------------- |
| Italia            | 42                |